# Plateau de Malzéville
Le plateau de Malzéville est un relief situé principalement au sein de la commune de Malzéville, dans le département de Meurthe-et-Moselle, au nord-est de l'agglomération de Nancy.
D'une surface de 557 hectares (plateau et butte Sainte-Geneviève), le plateau, majoritairement boisé de résineux, est classé site d'importance communautaire. Sa surface classée Natura 2000 représente 439 ha. Il culmine à 384 mètres d'altitude.

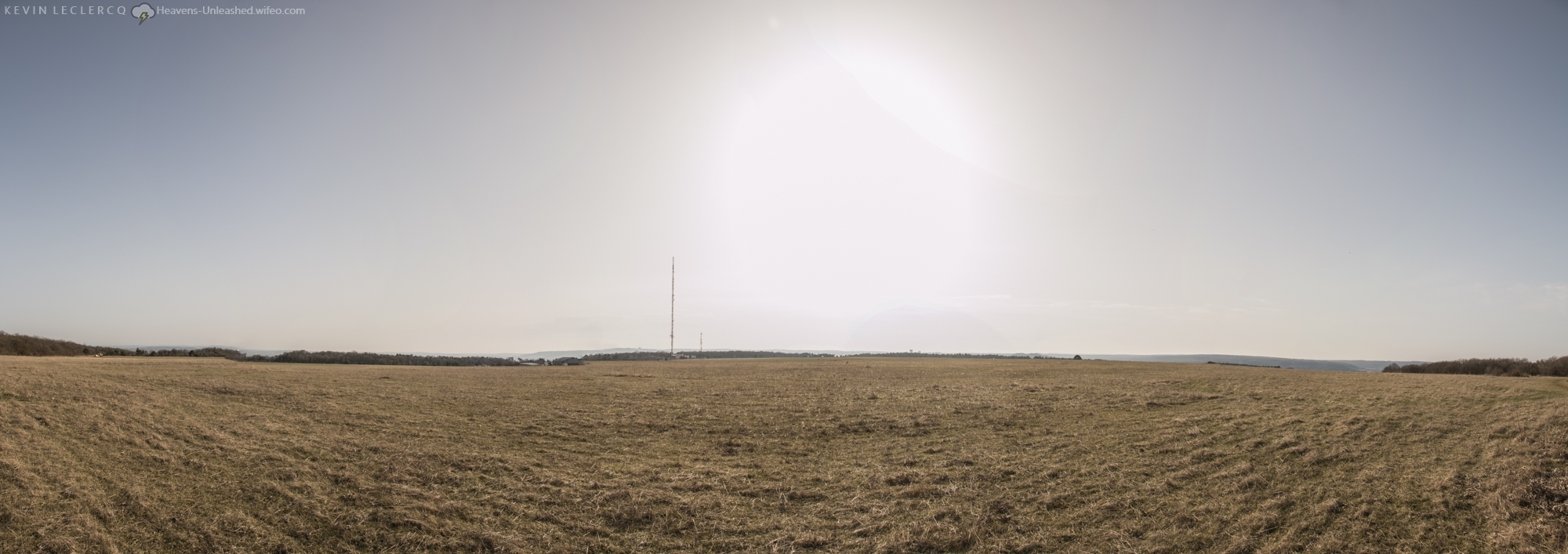
Vue depuis le sommet (384 m) d'une grande partie du plateau de Malzéville, assemblage de 6 photos.

## Géographie

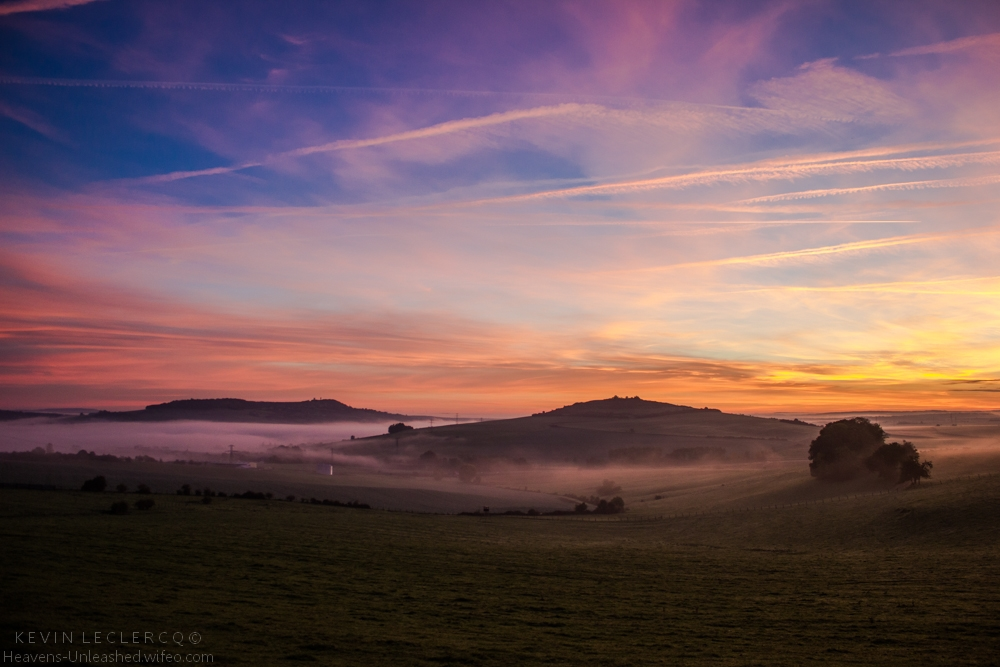
Vue depuis les coteaux nord-est du plateau de Malzéville avec le village d'Agincourt sous la brume, le Pain de Sucre en face et la colline d'Amance au fond à gauche.

### Situation
Le plateau est entouré par les communes de Malzéville, de Dommartemont, Agincourt, Eulmont et Lay-Saint-Christophe. Ses coteaux méridionaux s'étendent aussi sur la ville de Saint-Max.

### Climat
Le climat du plateau de Malzéville est sensiblement le même que sur l'ensemble du département, toutefois, du fait de son altitude, les vents y sont généralement plus puissants qu'en plaine et l'enneigement est bien plus marqué ; il arrive fréquemment l'hiver que le plateau soit couvert de plusieurs centimètres de neige alors que tout son environnement de plaine autour en est dépourvu.

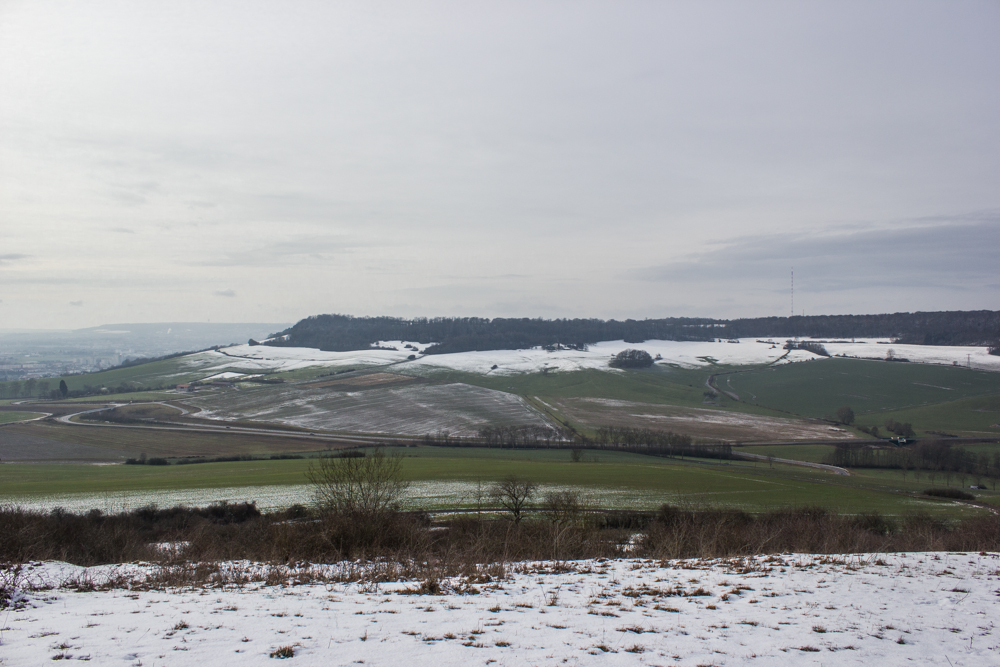
Vue sur le plateau depuis le Pain de Sucre, à l'est, où l'on voit un exemple typique de différence d'enneigement entre la plaine et le sommet.

### Géologie
Une butte-témoin subsiste au sud-est du plateau : la butte Sainte-Geneviève (361 mètres).

### Hydrographie
Plusieurs ruisseaux prennent leur source au plateau de Malzéville.
- le ruisseau des Rouaux (2,4 km[2]), s'écoule du sud-est du plateau, d'abord vers l'est puis s'incurve vers le nord, traverse Agincourt et rejoint l'Amezule.
- la Ronchère prend sa source au nord-ouest du plateau, s'écoule vers le nord dans une cuvette assez abrupte de trente à quarante mètres de profondeur et se jette dans la Meurthe en contrebas. Ce ruisseau est souvent dépourvu d'eau pendant les périodes sèches.

## Histoire
Le site du plateau de Malzéville a été occupé dès le Néolithique, comme l'atteste la présence d'outils primitifs et de poteries.
Sa situation est devenue stratégique pour la défense de Nancy à la suite de la guerre de 1870. La frontière avec l'Alsace-Lorraine annexée n'était distante que de quatorze kilomètres. Le plateau a été utilisé comme aérodrome militaire jusqu'en 1926, remplacé alors par l'aéroport de Nancy-Essey. C'est ainsi sur le plateau de Malzéville que, le 14 novembre 1915, fut solennellement remis à l'armée par le président de la République Raymond Poincaré le drapeau de l'Aviation militaire, emblème qui, ce jour-là, avec le drapeau de l'Aérostation militaire, remplaça un drapeau unique « que le gouvernement de la République avait attribué en 1912 à l'ensemble des troupes de l'aéronautique militaire ».
Le plateau a servi de champ de manœuvres pour l'armée de terre, et c'est à présent un espace de loisirs.
Le 19 avril 2015, un incendie de forêt ravage entre 6 et 10 hectares, majoritairement de chablis et de broussailles, mais le feu a quand même fait une incursion dans la forêt de pinède. Le plateau de Malzéville a été classé site Natura 2000 en 2006 au titre de la directive dite "habitats".

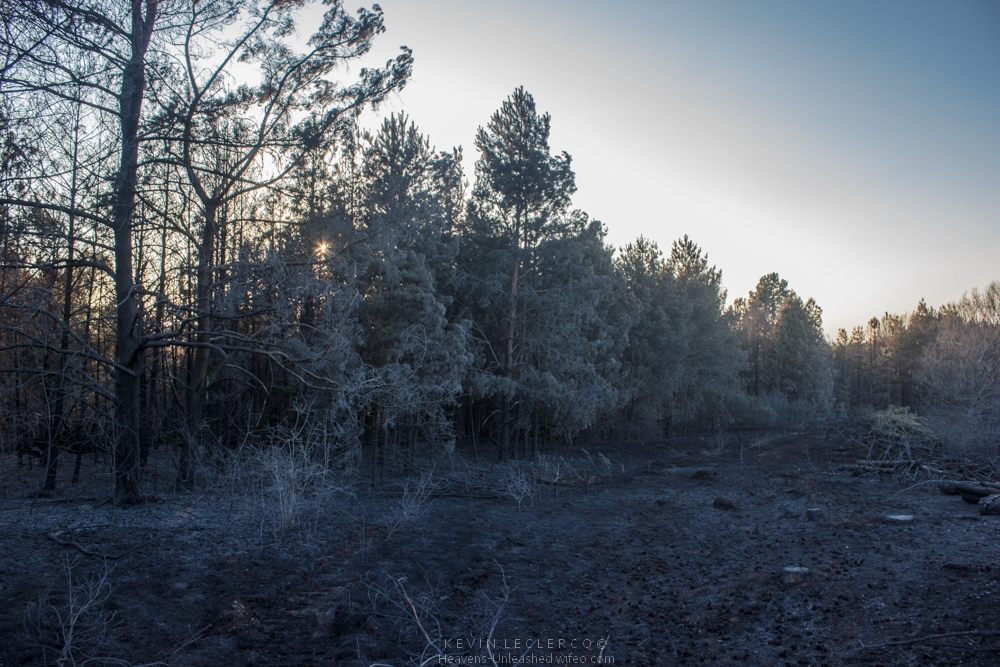
Effets de l'incendie du 19 avril 2015 en lisère de forêt.
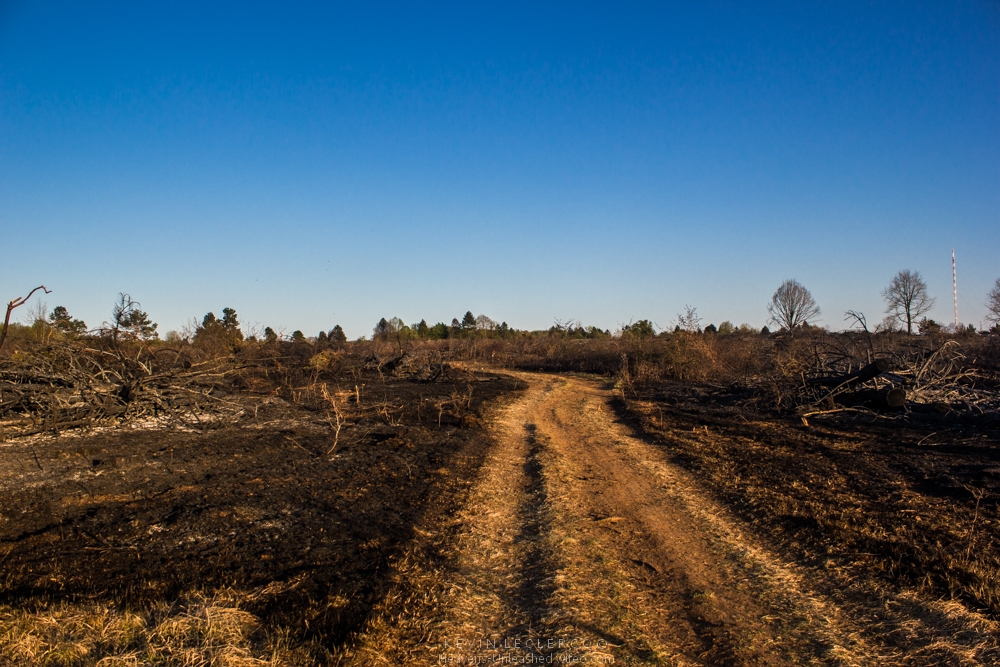
Effets de l'incendie du 19 avril 2015.

## Faune et flore

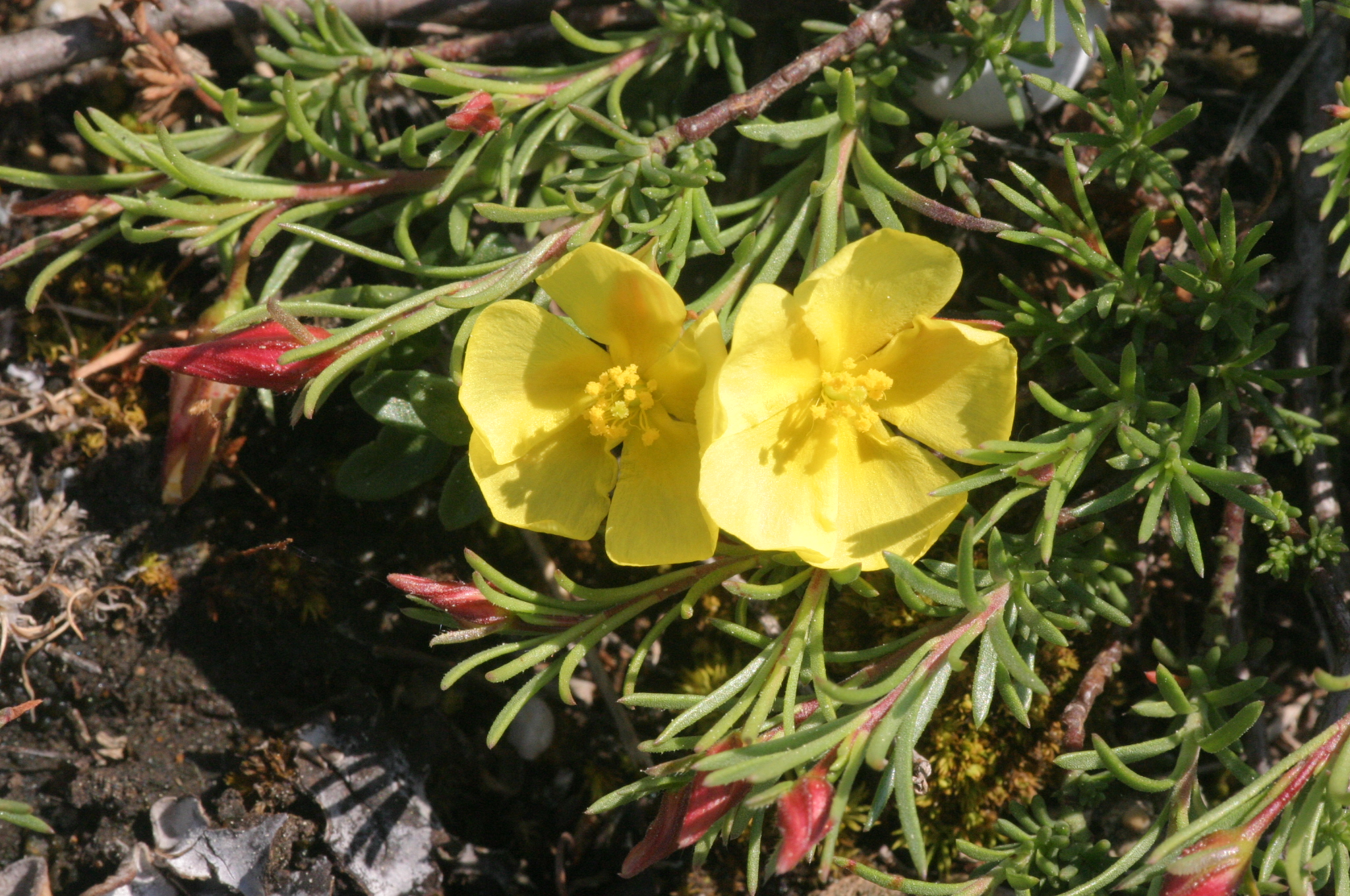
Le Fumana vulgaire (Fumana procumbens, espèce protégée en Meurthe-et-Moselle.

C'est l'une des plus grandes pelouses calcaires de Lorraine. On y trouve le Festuco-Lemanii Bromeîum et l'Onobrychido-Brometum, ainsi que des espèces rares et protégées comme Sieglingio-Brachypodietum, le fumana vulgaire, la laîche de Haller, la chlore perfoliée, la spirée vulgaire, l'orchis brûlé, la primevère acaule, la violette blanche et le faux Séné.

## Activités

### Aviation
Le plateau accueille l'aéro-club ULM Marie Marvingt et le club planeur grand Nancy. Ces associations permettent une pratique, encadrée ou libre, en ULM et vol à voile sur les 3 pistes en herbe présentes.

### Aéromodélisme
Le plateau accueille notamment un club d'aéromodélisme et permet la pratique de l'aéromodélisme sur piste en dur ou en herbe.

## Émetteur radiotéléphonique

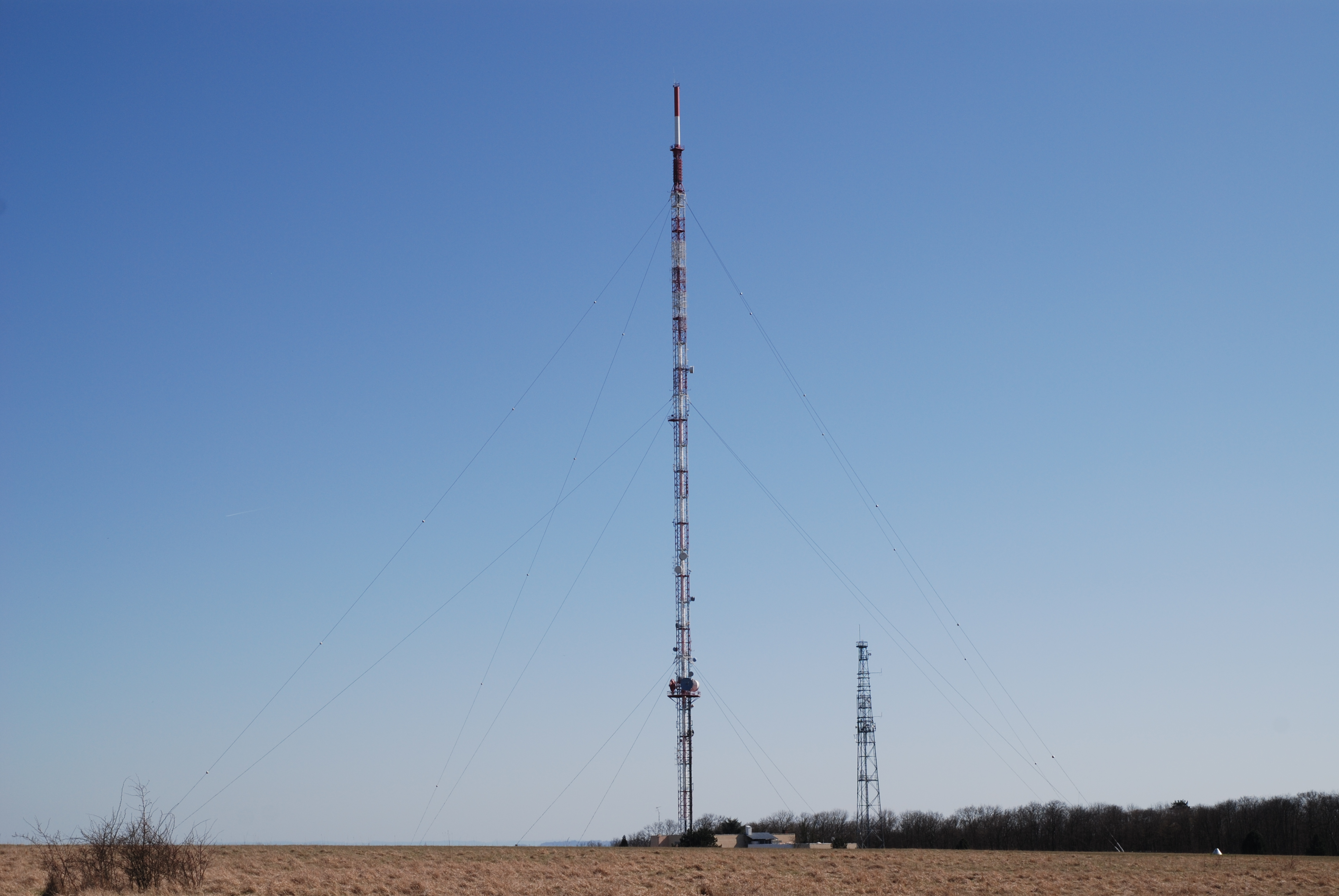
L'émetteur du plateau de Malzéville.

L'émetteur de Malzéville, d'une hauteur de 215 mètres, est implanté au sud du plateau, et diffuse la radio et la TNT.